# Cốc mào Campbell
Cốc mào Campbell (Leucocarbo campbelli) còn được gọi là Cốc mào đảo Campbell là một loài chim thuộc Họ Cốc. Đây là loài đặc hữu của đảo Campbell. Môi trường sinh sống tự nhiên của chúng là những bờ đá và biển khơi. Chúng là loài có kích thước trung bình, dài khoảng 63 cm, sải cánh 105 cm, nặng từ 1,6 – 2 kg. Đây là loài chỉ sinh sản trên đảo Campbell và đi kiếm ăn trong phạm vi bán kính 10 km quanh đảo.
Một số tổ chức như Ủy ban Các nhà điểu học Quốc tế phân chúng vào chi Leucocarbo nhưng số khác lại phân vào Phalacrocorax.